# Winchelsea
Winchelsea är en stad i East Sussex i England. Orten har 2 170 invånare (2011).